# Museu das Civilizações Negras

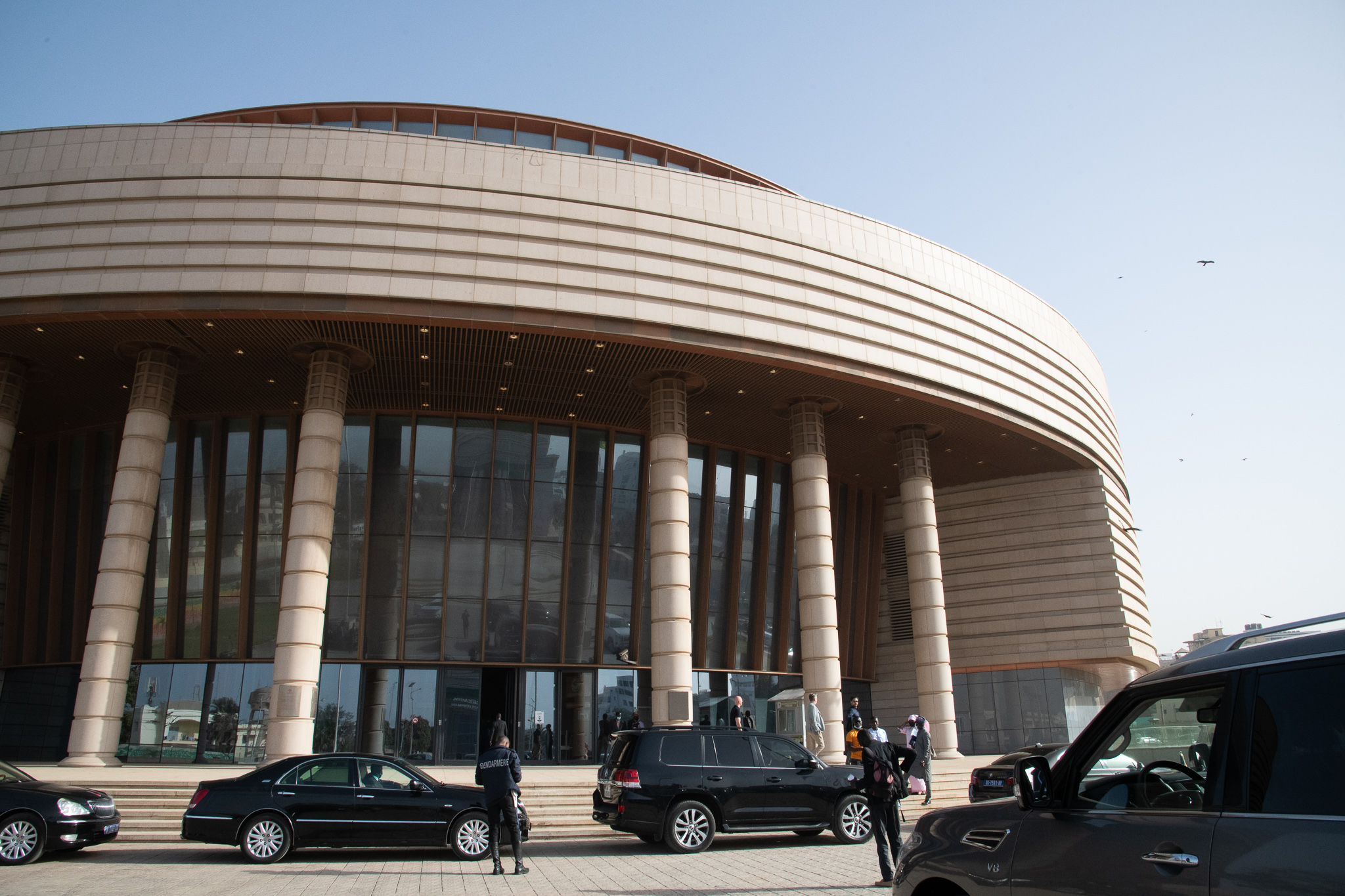
Fachada de entrada do museu

O Museu das Civilizações Negras é um museu estatal, localizado em Dakar, no Senegal, inaugurado em 6 de dezembro de 2018. Foi construído pelo governo senegalês, com a cooperação do governo chinês, com o propósito de apresentar e conservar as artes, a cultura e a história do povo negro, da África continental e das diásporas africanas em todo o mundo.
A ideia do museu foi introduzida há mais de 50 anos, pelo ex-presidente do Senegal, Léopold Sédar Senghor, importante pensador pan-africanista, poeta e teórico cultural, um dos fundadores do movimento literário da negritude.
O museu é aberto, espalhado por uma área de 14000 m2, com capacidade para 18 mil peças de arte. Possui uma cenografia moderna, que utiliza tecnologias recentes e possibilita o diálogo entre diversas expressões artísticas, como pinturas, esculturas, máscaras etc.
Uma das peças de destaque, instalada no átrio central do museu, é uma escultura de 12 metros de altura, estruturada em aço cortene, com mais de 20 toneladas. A Saga do Baobá (The Saga of the Baobad) é uma obra do artista haitiano radicado nos Estados Unidos, Edouard Duval-Carrié.
Dirigido por Hamady Bocoum, arqueólogo e pesquisador da Universidade Cheikh-Anta-Diop, o museu foi projetado com o objetivo de destacar "a contribuição da África para o patrimônio cultural e científico". Segundo Bocoum, é particularmente importante lembrar que "a metalurgia do ferro foi descoberta na África 2.500 anos antes de Cristo".
É um dos "museus ultramodernos" identificados por Felwine Sarr e Bénédicte Savoy em seu Relatório para a restituição do patrimônio cultural africano. Por uma nova ética relacional. (Rapport sur la restitution du patrimoine culturel africain. Vers une nouvelle éthique relationnelle), solicitado pelo Presidente da República Francesa.
Estima-se que mais de 95% do patrimônio artístico africano esteja em museus fora da África. Somente a França possui cerca de 90 mil objetos da África subsaariana em seus museus. O relatório encaminhado ao presidente Emmanuel Macron, em novembro de 2018, recomendava que todos os objetos retirados da África subsaariana sem consentimento fossem restituídos, caso houvesse o pedido do país de origem.